# Ananteris inini
Espèce
Ananteris inini est une espèce de scorpions de la famille des Ananteridae.

## Répartition
Cette espèce est endémique de Guyane. Elle se rencontre à Maripasoula dans les montagnes Inini-Camopi sur la montagne Bellevue.

## Description
La femelle holotype mesure 26,4 mm.

## Systématique et taxinomie
Cette espèce a été décrite par Lourenço et Ythier en 2025.

## Étymologie
Son nom d'espèce lui a été donné en référence au lieu de sa découverte, les montagnes Inini-Camopi.

## Publication originale
- Lourenço & Ythier, 2025 : « A new species of Ananteris Thorell, 1891 (Scorpiones: Ananteridae) from the Inini-Camopi Massif in French Guiana. » Revista Ibérica de Aracnología, vol. 46, p. 67-102.